# Mistrzostwa Świata w Narciarstwie Alpejskim 1937 – zjazd kobiet
Zjazd kobiet na 7. Mistrzostwach Świata w Narciarstwie Alpejskim został rozegrany 13 lutego 1937 roku, na trasie Les Houches. Tytułu sprzed roku nie obroniła Evelyn Pinching z Wielkiej Brytanii, która tym razem nie startowała. Nową mistrzynią świata została reprezentująca III Rzeszę Christl Cranz, drugie miejsce zajęła Nini von Arx-Zogg ze Szwajcarii, a brązowy medal zdobyła kolejna reprezentantka III Rzeszy, Käthe Grasegger.
W zawodach wystartowało 19 zawodniczek, wszystkie ukończyły rywalizację.

## Wyniki
| Pozycja | Zawodniczka            | Państwo           | Czas   | Strata  |
| ------- | ---------------------- | ----------------- | ------ | ------- |
| 01 !    | Christl Cranz          | III Rzesza        | 5:17,0 | -       |
| 02 !    | Nini von Arx-Zogg      | Szwajcaria        | 5:21,2 | +4,2    |
| 03 !    | Käthe Grasegger        | III Rzesza        | 5:38,8 | +11,8   |
| 4       | Clarita Heath          | Stany Zjednoczone | 5:57,2 | +40,2   |
| 5       | Erna Steuri            | Szwajcaria        | 6:00,4 | +43,4   |
| 6       | Elvira Osirnig         | Szwajcaria        | 6:05,6 | +48,6   |
| 7       | Helen Palmer-Tomkinson | Wielka Brytania   | 6:20,8 | +1:03,8 |
| 8       | Liesl Schwarz          | III Rzesza        | 6:21,0 | +1:04,0 |
| 9       | Lisa Resch             | III Rzesza        | 6:36,6 | +1:19,6 |
| 10      | Isobel Roe             | Wielka Brytania   | 6:47,8 | +1:30,8 |
| 11      | Marian MacKean         | Stany Zjednoczone | 6:50,6 | +1:33,6 |
| 12      | Růžena Beinhauerová    | Czechosłowacja    | 6:52,8 | +1:35,8 |
| 13      | Helen Blane            | Wielka Brytania   | 6:58,8 | +1:41,8 |
| 14      | Marion Miller          | Kanada            | 7:12,8 | +1:55,8 |
| 15      | Loulou Boulaz          | Szwajcaria        | 7:15,2 | +1:58,2 |
| 16      | Lilo Schwarzenbach     | Stany Zjednoczone | 7:20,8 | +2:03,8 |
| 17      | Hannah Locke           | Stany Zjednoczone | 7:31,6 | +2:14,6 |
| 18      | Euretta de Cosson      | Wielka Brytania   | 7:52,0 | +2:35,0 |
| 19      | Edwina Chamier         | Kanada            | 8:03,2 | +2:46,2 |